# Ajabpur
Ajabpur fou un principat de l'Índia, situat a l'agència de Mahi Kantha a Gujarat, a la presidència de Bombai. El 1901 tenia 446 habitants. El zamindar d'Ajabpur pagava tribut al gaikowar de Baroda. L'estat fou concedit com a zamindari al thakur Prithwi Singh amb títol de rawat. La línia de rawats encara existeix.